# Sacrificed
Sacrificed é uma banda brasileira de heavy metal formada em 2006 em Belo Horizonte, Minas Gerais. Originalmente chamada Sacriffice, lançou o EP Streets of Fear em 2008 e passou por diversas reformulações até se estabelecer já com o nome de Sacrificed em 2009. A banda desde então lançou dois álbuns de estúdio e quatro EPs.
O som do grupo é descrito como uma mistura de elementos de heavy metal tradicional, progressive metal, power metal e thrash metal.

## História

### Formação (2004 - 2009)
Em 2004, Diego Oliveira, Gustavo Neves e Gabriel Fernando se juntaram para formar uma banda cover de Metallica. Victor Almeida, um amigo de escola de Diego, foi convidado para os vocais e também passou a desempenhar a função de guitarrista do recém-formado Metalbreath, nome criado a partir da mistura de Metallica e a canção "Motor Breath". Essa formação realizou vários shows, porém com pouca repercussão junto ao público.
Em maio de 2006, Diego conheceu Fabrício Áureo em um show em praça pública e o convidou para fazer um teste para o MetalBreath, tornando-se novo vocalista da banda.
A partir de então, o grupo decidiu investir em composições próprias e pouco tempo depois mudou seu nome para Sacriffice. Em fevereiro de 2008, o Sacriffice lançou o EP Streets of Fear, com 4 músicas gravadas no Studio Kojima. Desde a metade do ano de 2008, após diversas apresentações em suporte ao EP, Fabrício começou a demonstrar tendência a deixar a banda em favor de sua banda de Pop rock, fato consumado no final do mesmo ano. Na mesma ocasião, Gabriel também optou por sair do grupo para se dedicar a projetos pessoais, porém devido a amizade com os outros membros da banda, permaneceu até se reestabilizarem e encontrarem um novo vocalista.
A busca por um novo vocalista fez o grupo considerar uma mudança mais drástica e, em janeiro de 2009, fizeram o convite à Kell Hell, ex-vocalista do Helltown, com quem o Sacriffice já havia tocado antes. A entrada de Kell Hell significou uma mudança de rumo para a banda, que passou a contar com vocal feminino. Para expressar tal mudança e também para evitar confusão com a banda canadense Sacrifice, o grupo decidiu mudar seu nome para Sacrificed.

### Mudança para Sacrificed
Com nova formação e novo nome, o grupo focou em ensaios e novas composições próprias. Nessa época, surgiram as primeiras versões de músicas que posteriormente apareceriam no álbum debut da banda, como "Far Away to Feel" e "The Truth Beneath the Laments". Pouco antes do Sacrificed entrar novamente em estúdio, Gabriel deixa o grupo e é substituído por Bruno Bavose (ex-Heaven Ghost e Culttruth). As sessões no Studio Kojima geraram três novas gravações, lançadas sob o título Sacrificed em formato EP gratuitamente via website da banda.
A banda então participa da disputa do 4º Fundição Sônica, em Cataguases, Minas Gerais, do qual sagraram-se vencedores. Ainda em 2009, iniciam as gravações para o primeiro álbum de estúdio no Studio WZ e Studio Kojima, com produção de Allan Wallace, André Márcio e Renato Kojima. O processo de gravação do álbum aconteceu foi lento, durando cerca de um ano e realizado entre as séries de shows da banda.
No ano seguinte, o Sacrificed participou de vários festivais como Arraial do Rock e Festival do Rock Feminino. No segundo semestre de 2010, Gustavo Neves sai da banda e entra Thales Piassi em seu lugar. Em janeiro de 2011, foi a banda de abertura do Eluveitie em Belo Horizonte e poucos meses depois, abriu para a banda canadense The Agonist em Catanduva, São Paulo.
Com as gravações do primeiro álbum de estúdio finalizadas, The Path of Reflections foi lançado pelo selo paulista Shinigami Records em setembro de 2011, com show de lançamento no Hard Rock Café, em Belo Horizonte. Seguiu-se a chamada "Tour of Reflections" pelo Sudeste brasileiro. Já no início da turnê, Victor deixa a banda, sendo substituído por Leonardo Rizzi (ex-Seccond Sight e Blizzard). No fim do ano, o Sacrificed foi considerado "Banda Revelação de 2011" pelos leitores da revista Roadie Crew.
Em dezembro de 2012 a banda lançou o videoclipe para a música "Call Of Insanity". No ano seguinte, Leonardo Rizzi deixou a banda, sendo substituído pelo guitarrista da banda Dinnamarque, Ronan Lopes.
Em 2014, o Sacrificed realizou a abertura para o show da banda norte-americana Kamelot em Belo Horizonte e, posteriormente, lançou o clipe de "Before a Dream" com imagens deste show.
Em 2016, lançaram o EP Prelude e vídeos para as músicas "Grudge is My Middle Name" e "Part Of Me". Um ano depois, abriram para a banda Lacuna Coil em Belo Horizonte, onde estrearam o vídeo para o single "Shame" em antecipação ao segundo álbum de estúdio, Enraged, lançado no ano seguinte pela Shinigami Records e trazendo mudanças na formação da banda com a saída de Bruno Bavose e Ronan Lopes para a volta de Gabriel Fernando ao baixo e a entrada de Sergio Barbiere na guitarra. O vídeo para "Meet Your Fate" foi lançado na semana seguinte ao lançamento do álbum.  Ainda em 2018, Thales Piassi saiu da banda por motivos pessoais e foi substituído por Tiago Vitek.

## Integrantes
- Kell Hell - vocal
- Diego Oliveira - guitarra, vocal
- Sergio Barbiere - guitarra
- Johnny Ambrozio - contrabaixo
- Tiago Vitek - bateria

### Ex-integrantes
- Fabrício Áureo - vocal (2006 - 2009)
- Victor Almeida - guitarra, vocal (2006 - 2011)
- Gustavo Neves - bateria (2006 - 2010)
- Bruno Bavose - contrabaixo (2009 - 2017)
- Leonardo Rizzi - guitarra, vocal (2011 - 2013)
- Ronan Lopes - guitarra, vocal (2013 - 2018)
- Thales Piassi - bateria (2010 - 2018)
- Gabriel Fernando - contrabaixo (2006 - 2009; 2017 - 2023)

## Discografia

### Álbuns
- Enraged (2018)
- The Path of Reflections (2011)

### EPs
- Beyond the Gates (2021)
- Prelude (2016)
- Sacrificed (2009)
- Streets of Fear (2008 como Sacriffice)

## Videografia

### Clipes
- "Oblivion" (2019) (Live Session)
- "Refugees" (2018) (Lyric Video)
- "Meet Your Fate" (2018)
- "Shame" (2017)
- "Part of Me" (2016) (cover de Katy Perry)
- "Grudge is My Middle Name" (2016) (Lyric Video)
- "Before A Dream" (2014)
- "Call Of Insanity" (2012)